# Kungliga Centralafrikanska museet

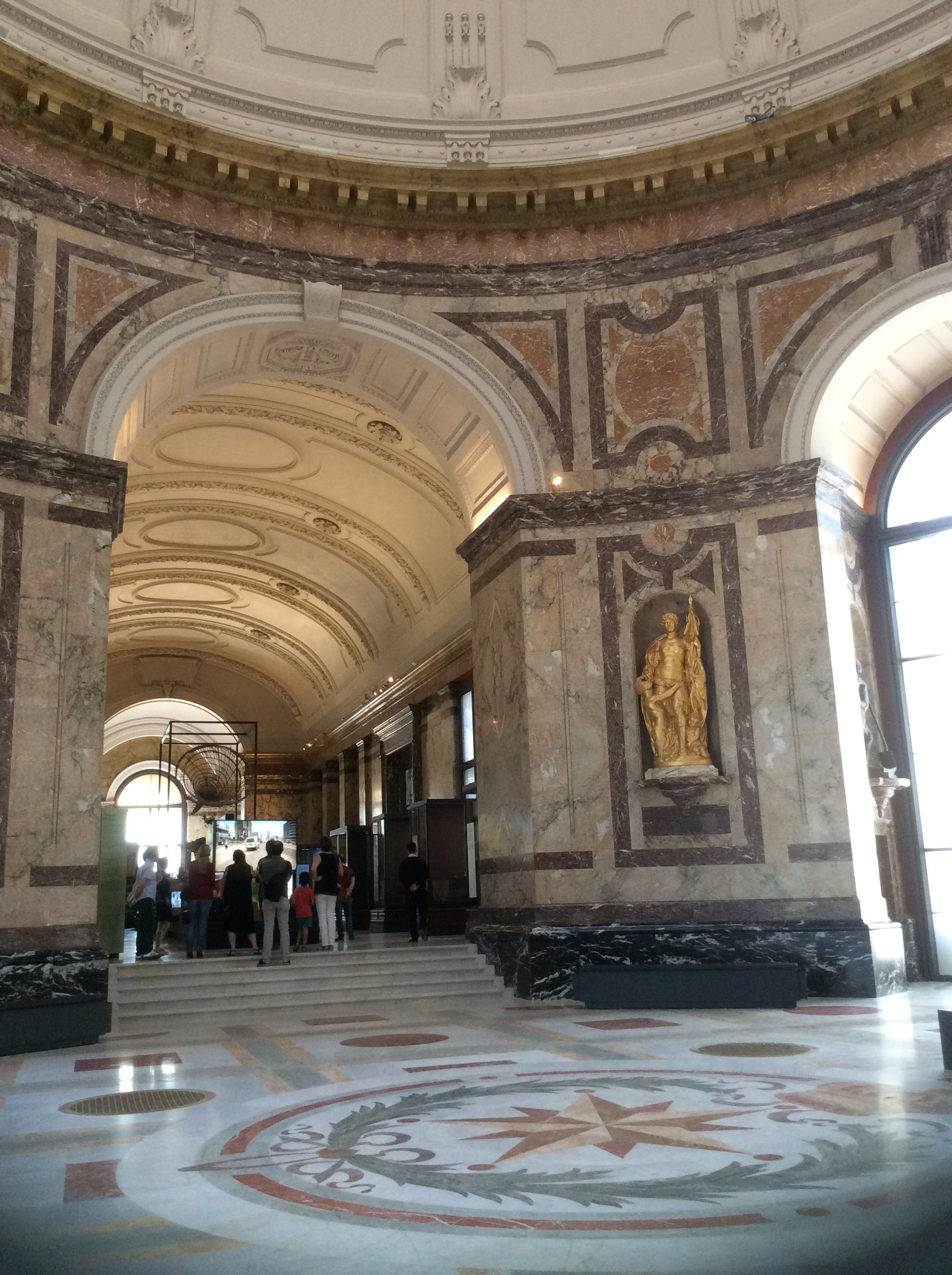
Hallen under den centrala kupolen.

Kungliga Centralafrikanska museet (nederländska: Koninklijk Museum voor Midden-Afrika, franska: Musée royal de l'Afrique centrale) är ett belgiskt etnografiskt, naturhistoriskt och historiskt museum i Tervuren, en grannkommun till Bryssel i ostsydost. Det uppfördes ursprungligen för att visa upp dem av kung Leopold II av Belgien personligt styrda Kongofristaten vid Världsutställningen i Bryssel 1897. Museet är främst inriktat på detta område, som senare blev en belgisk koloni och idag utgör Demokratiska Republiken Kongo.
Museet stängde i november 2013 för ombyggnad och öppnades igen 8 december 2018.

## Historik

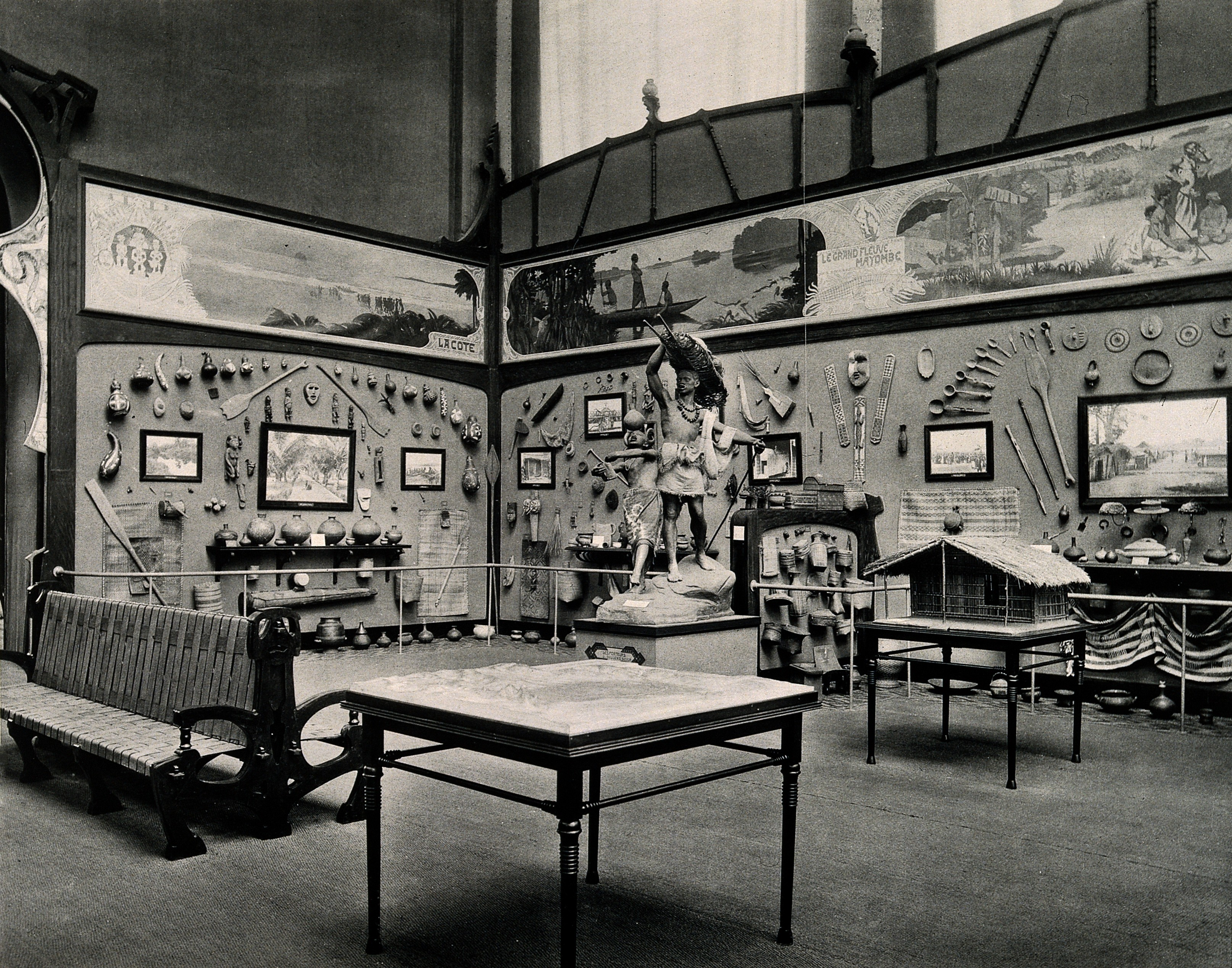
Interiör från originalutställningen i Palais des Colonies.

Efter det att Kongofristaten hade erkänts vid Berlinkonferensen 1884–1885, ville kung Leopold av Belgien göra allmänt känt den civilisationsmission som han ansåg att han drev samt visa kolonins ekonomiska möjligheter. En tillfällig utställning arrangerades därför på den kungliga fastigheten i Tervuren. Samtidigt med Världsutställningen i Bryssel 1897 byggdes en kolonial utställningsfilial i Tervuren, som bands samman med stadens centrum genom den monumentala Avenue de Tervueren. Spårvagnslinjen nummer 44 invigdes samtidigt med museet för att transportera  besökare till och från museet. Kolonialutställningen hölls i Palais des Colonies och i parken, som anlades av fransmannen Elie Lainé. Utställningen visade etnografiska föremål, uppstoppade djur och exportprodukter från Kongo som kaffe, kakao och tobak. I parken byggdes upp en kopia av en afrikansk by, där 60 kongoleser bodde under den period som utställningen var öppen. 
Palais des Colonies blev 1898 Musée du Congo, med en permanent utställning. Efter det att samlingarna kraftigt ökat, byggdes en ny museibyggnad 1904, ritad av Charles Girault i en stil som efterliknade Petit Palais i Paris. En stor park sträckte sig in i Tervurenskogen (en del av Sonianskogen). Det nya museet öppnade 1910 under namnet Musée du Congo Belge (Museum van Belgisch-Kongo). År 1952 tillades "Kungliga". Det nuvarande namnet användes från 1990.

## Bildgalleri

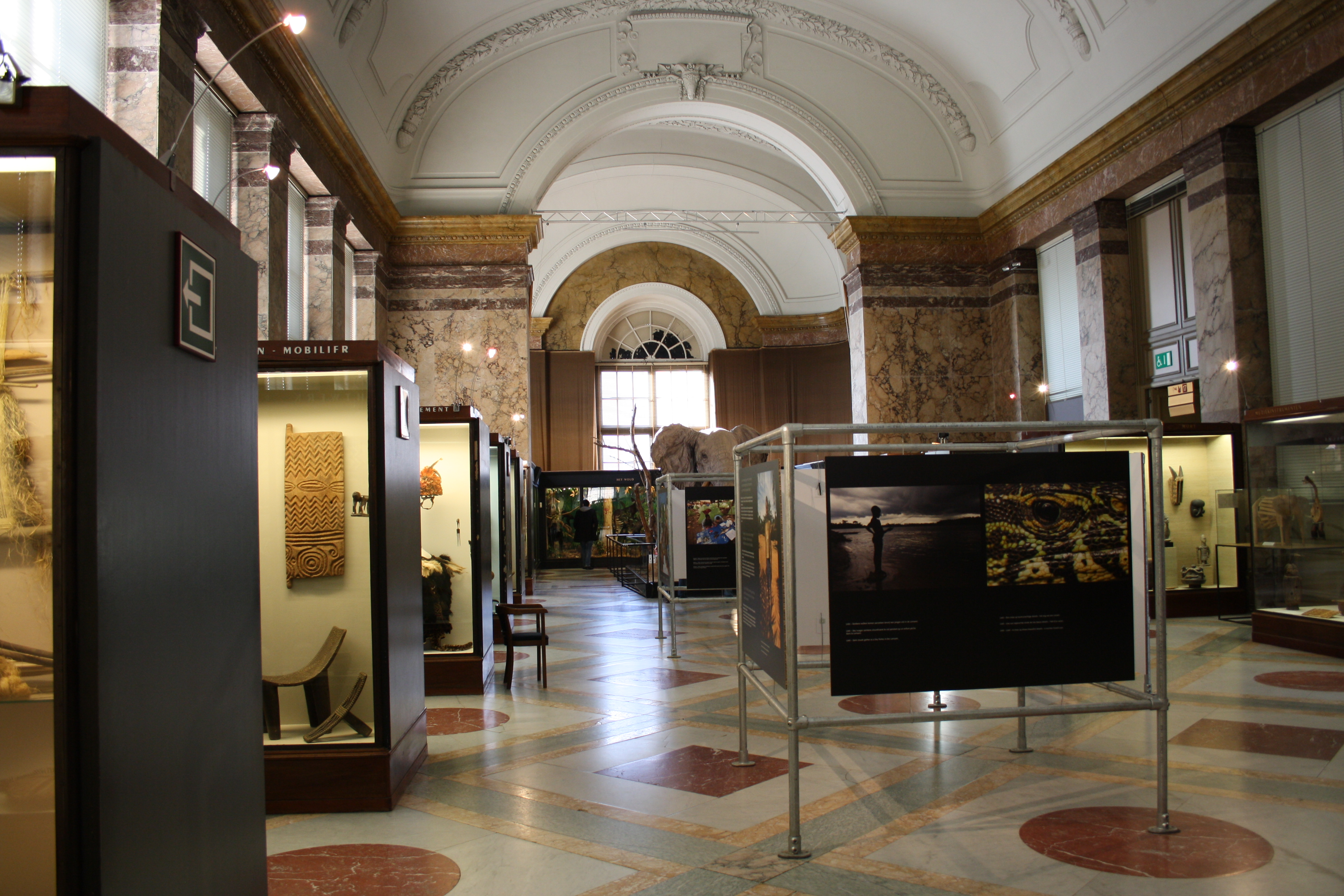
Interiör 2011, en kort tid före påbörjad ombyggnad av museet.
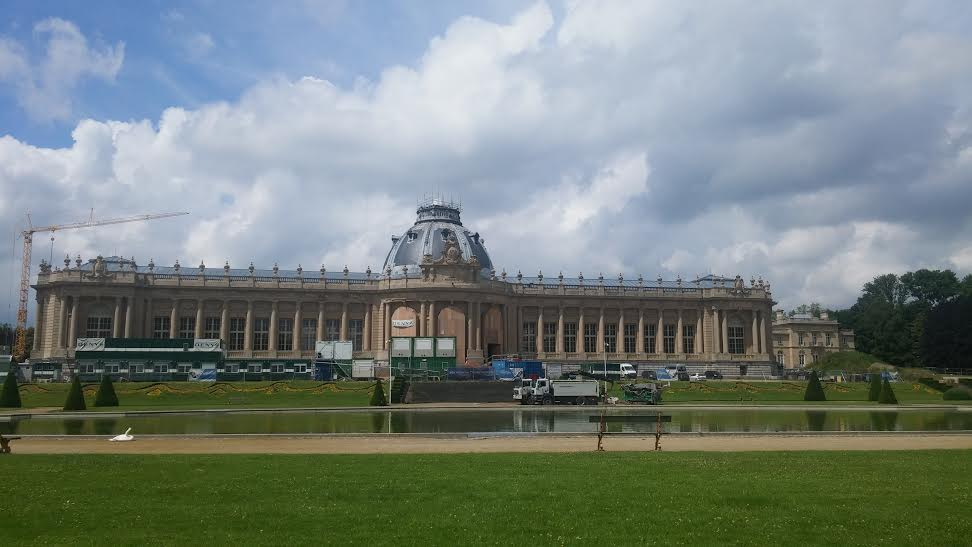
Kungliga Centralafrikamuseet under pågående ombyggnad 2016.
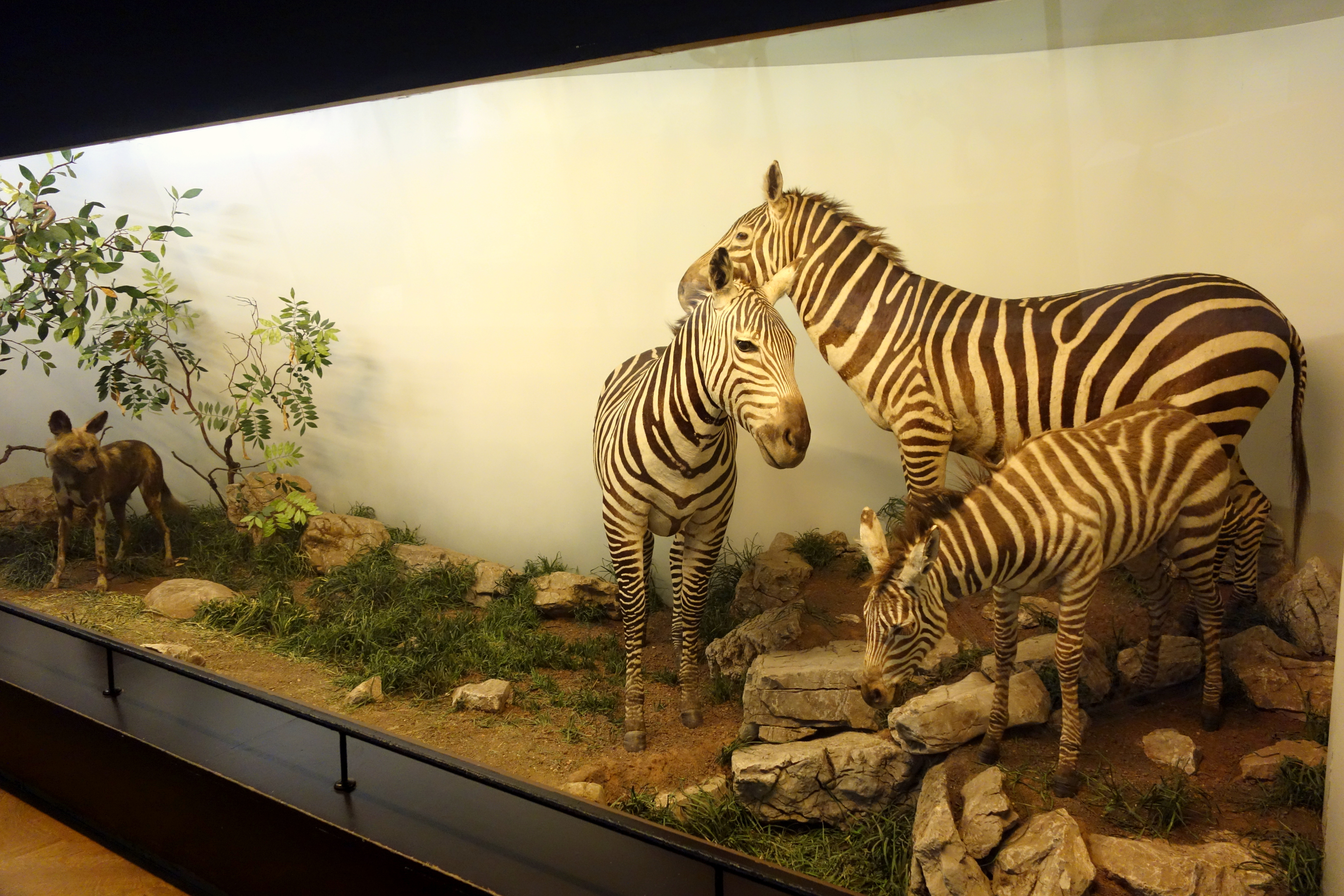
Diorama med uppstoppade djur, före ombyggnaden.
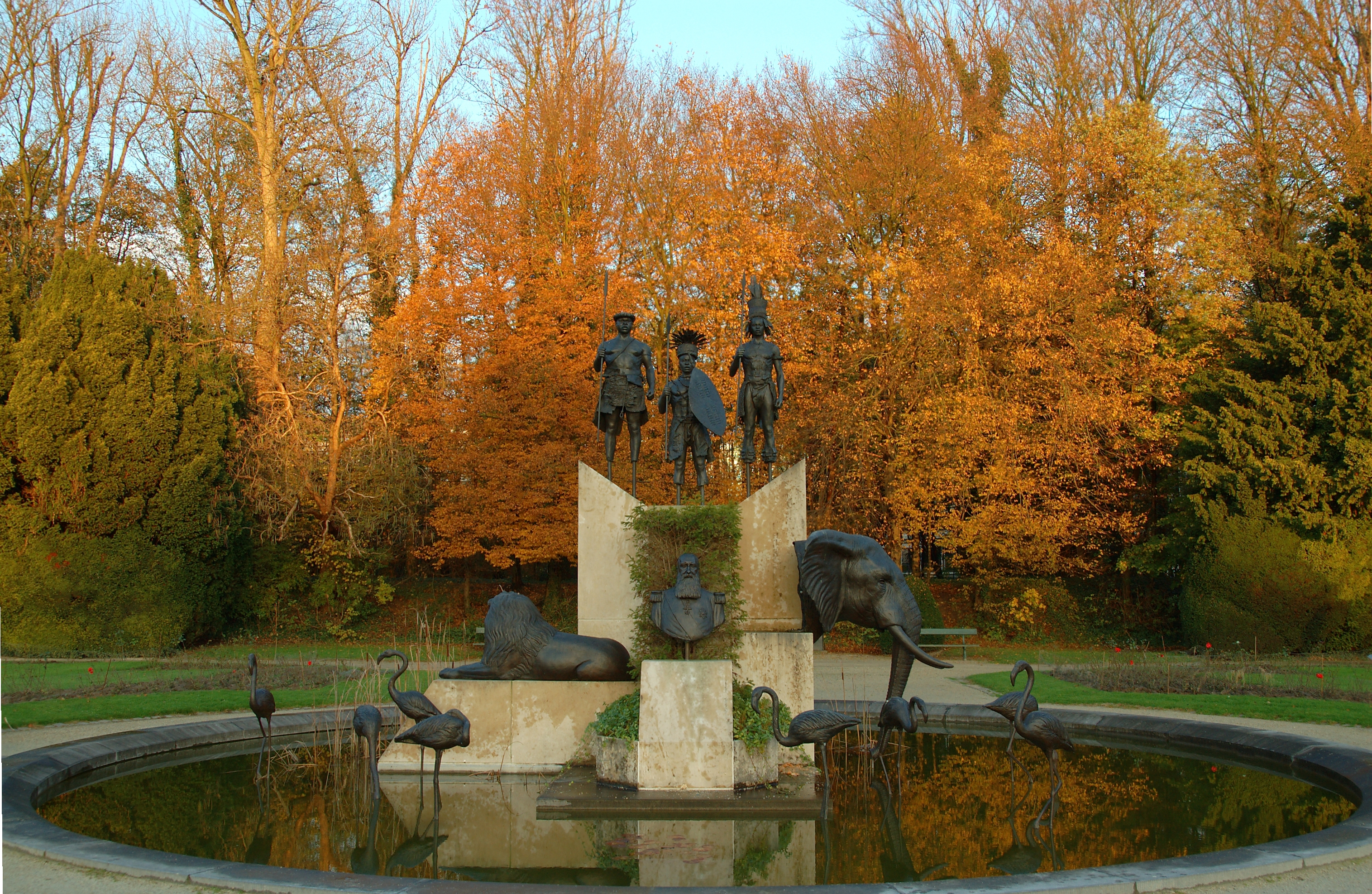
Skulptur i parken.
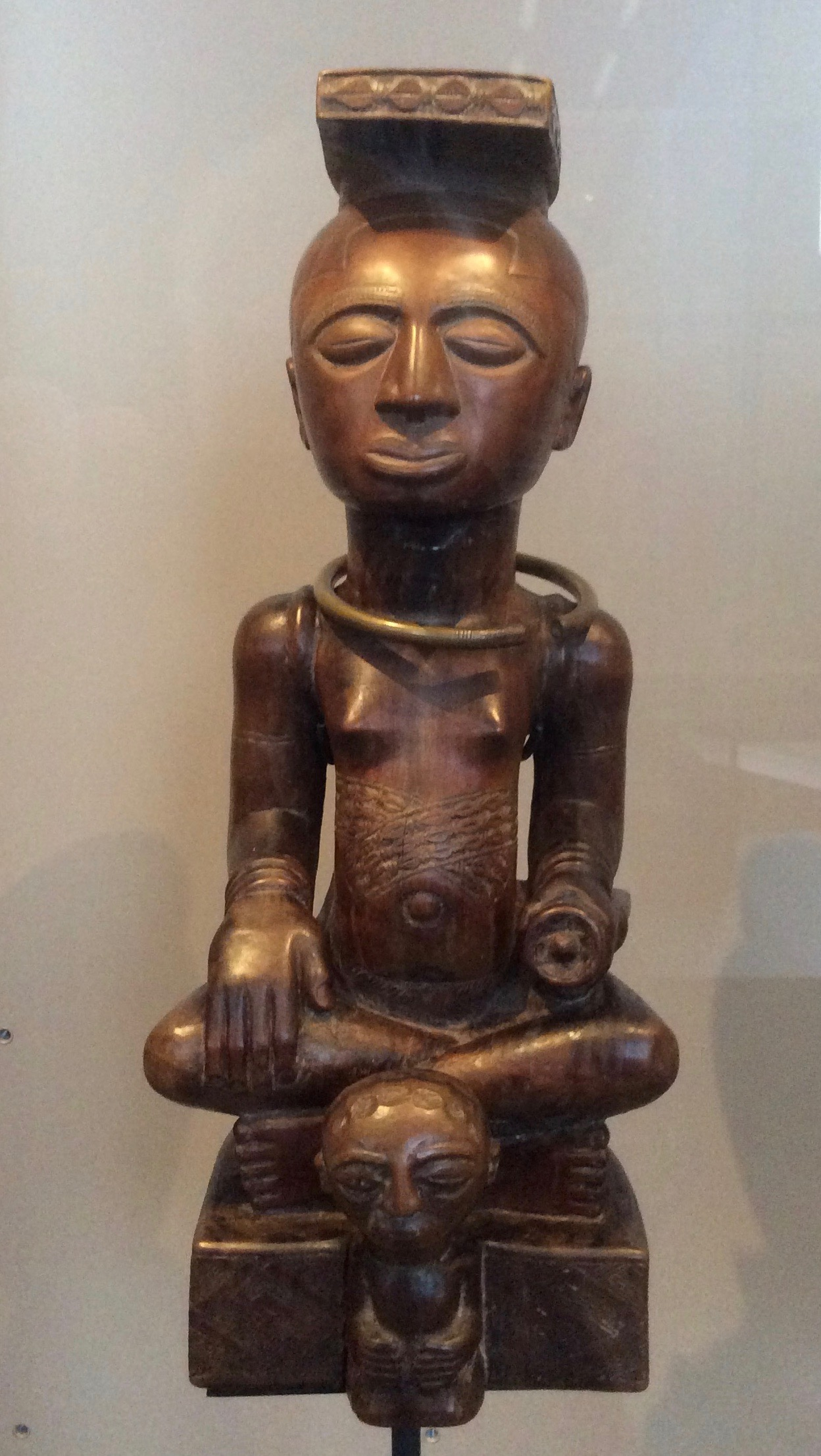
Ndop.